# Bathytricha phaeosticha
Bathytricha phaeosticha là một loài bướm đêm trong họ Noctuidae.